# Cucina faroense

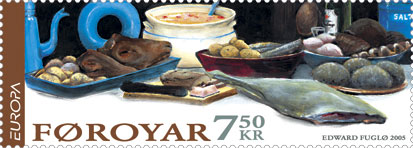
Cibo tipico invernale. Da sinistra a destra: teste di pecora, carne di balena essiccata, grasso di balena, e skerpikjøt.

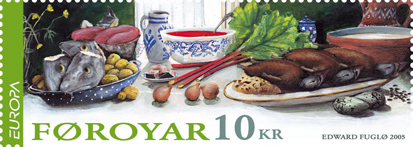
Cibo tipico estivo. Da sinistra a destra: teste di merluzzo, rabarbaro e pulcinella di mare farciti.

La cucina faroense comprende l'insieme delle tradizioni e pratiche culinarie sviluppatesi nell'arcipelago delle isole Fær Øer, nell'Atlantico del Nord.
A causa della sua posizione isolata, la cucina delle Fær Øer è molto semplice e allo stesso tempo estremamente complessa. Il clima locale non è adatto alla coltivazione di cereali e verdure. Di conseguenza, il cibo tradizionale faroense consiste principalmente in carne di animali allevati, oltre che in selvaggina terrestre e marina, uccelli e pesce. Le patate sono diventate comuni nel XIX secolo e oggi sono considerate indispensabili per la maggior parte delle persone.
Alcuni antichi metodi di conservazione sono ancora utilizzati oggi, e sono proprio questi metodi a conferire a molte pietanze faroensi un gusto particolare.

## Storia

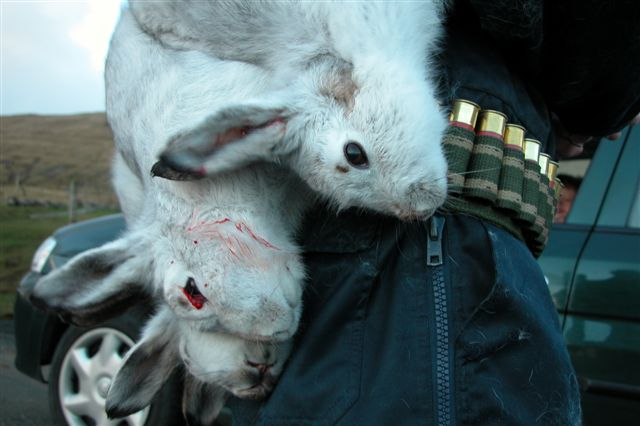
Lepri bianche abbattute in pelliccia invernale

Sin dall'arrivo dei primi coloni nelle isole Fær Øer oltre un millennio fa, il popolo faroense ha sempre cacciato conigli, pecore, balene, uccelli, pesci e altri animali. Essendo un gruppo di isole isolate nell'Oceano Atlantico settentrionale, i faroensi hanno sempre dato importanza al consumo di ciò che era disponibile nella natura circostante, imparando anche a conservare e immagazzinare il più possibile per i tempi difficili.
Dato il clima ostile per la coltivazione, verdura e frutta non hanno avuto particolare importanza nella dieta locale, ma i cereali sono stati importanti per la produzione di pane e per l'alimentazione del bestiame. È stato solo alla fine del XIX secolo che le patate sono state diffuse lungo l'arcipelago, anche se le persone le conoscevano da tempo. In passato, i faroensi assumevano la vitamina C principalmente dal rabarbaro e da una pianta simile chiamata kvonn, che cresce bene nelle Isole Fær Øer. Per quanto riguarda la vitamina D, essa viene tuttora ricavata dai pesci grassi e dal grasso di balena.

## Pasti

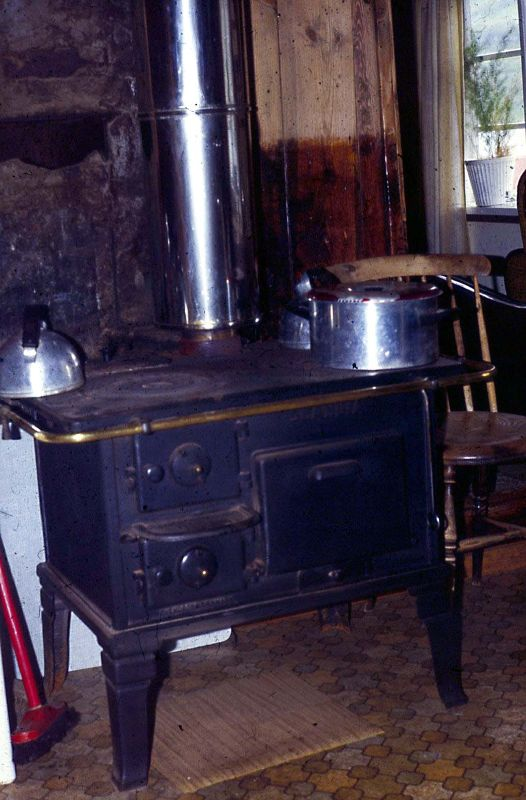
Un'antica stufa a carbone faroense

Come in altri paesi, anche nelle isole Fær Øer ci sono tradizionalmente tre pasti principali:
- Morgunmatur (colazione): verso le 9 o le 10 del mattino. In passato si preparava un pane rotondo non lievitato, il drýlur. A questo si accompagnava spesso carne di pecora essiccata tagliata a fette sottili. Prima della colazione, per la popolazione lavoratrice c'era l'ábit (prima colazione) che comprendeva pane, latte e spesso avanzi della cena della sera precedente.[5]
- Døgurði (pranzo caldo): intorno alle 14 o 15. Di solito prevedeva pesce bollito, carne e grasso di balena, o uccelli marini. Con l'introduzione delle patate, queste sono diventate un contorno comune.[5]
- Nátturði (cena): dopo le 21. Tra il pranzo e la cena c'era il millummáli (spuntino, in passato con una fetta di pane, oggi caffè e torta). La cena consisteva principalmente in una zuppa densa. Non si mangiava pane a cena, ma si consumava pesce essiccato con la zuppa. Quando una mucca partoriva, si preparava il kalvedans, un budino di latte fresco.[5]

## Metodi di conservazione

### Essiccazione

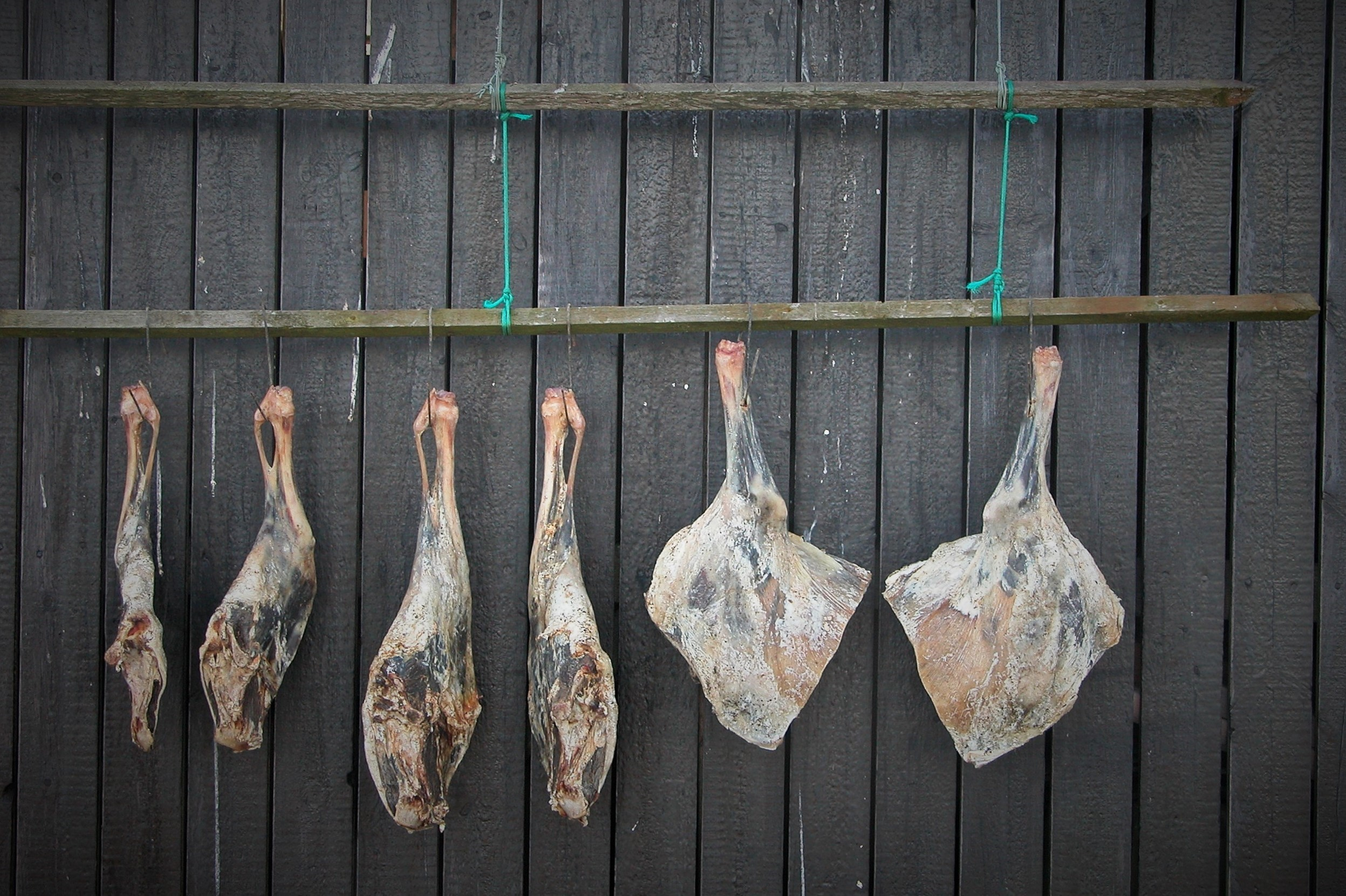
Skerpikjøt appeso all'esterno di un capanno per l'essiccazione

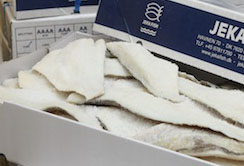
Filetti di baccalà

Anche nell'era dei congelatori, pesce, carne di pecora e di balena vengono appesi per l'essiccazione all'aria nel tradizionale hjallur, una baracca di legno ventilata. I cibi fermentati ed essiccati possono essere prodotti solo grazie all'elevata umidità dell'aria delle Fær Øer, molto ricca di sale.
Il clima autunnale influisce sul successo del processo di essiccazione, che determina il corretto sapore della carne: la temperatura non deve essere troppo alta, poiché le mosche potrebbero deporre le uova e la carne sarebbe rovinata dai vermi. L'essiccazione all'aria può essere suddivisa in tre fasi: visnaður ("appassito"), ræstur ("semi-essiccato/invecchiato") e turrur ("essiccato"). La trasformazione in visnað dura solo pochi giorni ed è utilizzata principalmente per il pesce, mentre le pecore di solito dovrebbero essere almeno ræstur.
Se vento e temperature lo permettono, le cosce di pecora possono continuare a essere appese e, dopo altri quattro mesi, la carne diventa skerpikjøt. I batteri lattici e acetici degradano così tanto le proteine all'interno della carne che questa può essere consumata senza ulteriori lavorazioni, e la ricca crescita di funghi come il Penicillium roqueforti sulla superficie aggiunge ulteriore sapore alla carne scura, tenera e dal gusto intenso.
Gli uccelli e i pesci macellati vengono legati a coppie su un'asta per l'essiccazione. La carne delle balene pilota viene tagliata in lunghi pezzi (grindalikkja) e appesa, spesso all'aperto sotto una tettoia.

### Salagione
Un altro metodo di conservazione è la salagione, sia in salamoia che a secco. Entrambe avvenivano in botti, ma il sale era precedentemente un bene scarso e veniva utilizzato principalmente per la lavorazione del baccalà, destinato all'esportazione.

## Cibi tipici

### Pesce

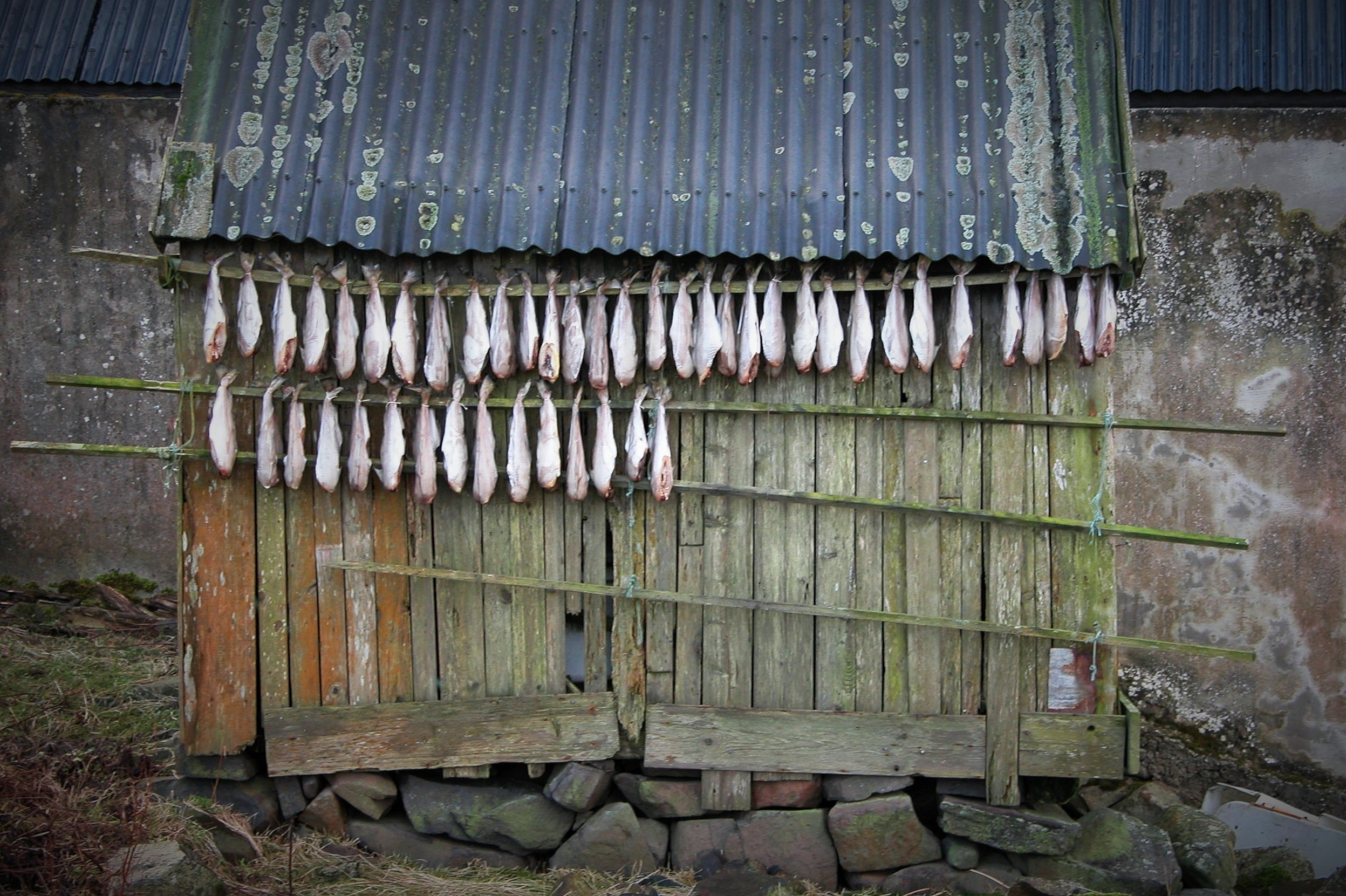
Essiccazione del pesce all'aperto

Halibut, rana pescatrice, sgombro, merluzzo, eglefino, scorfano, salmone e aringa, tipici delle acque intorno alle Fær Øer, sono di qualità eccellente. Il pesce fresco non è facilmente reperibile nei negozi di generi alimentari, poiché viene venduto direttamente nei porti o è possibile ottenerlo gratuitamente da familiari e amici.
Oltre al famoso stoccafisso, tra i piatti a base di pesce possiamo trovare:
- Fiskaknettir: polpette di pesce preparate con carne di merluzzo e cotte insieme a grasso di pecora.[7]
- Rognaknettir: polpette di uova di pesce, uvetta e grasso di pecora.[11]
- Knettasúpan: zuppa di fiskaknettir.[7]
- Fisksúpan: zuppa di pesce fresco.
- Fiskakøka: tortino di pesce simile a un pudding.[7]

Una delle prelibatezze che ha trovato spazio nei ristoranti gourmet al di fuori delle Fær Øer è il gigantesco scampo, chiamato anche jómfrúhummari. Altre specialità sono l'astice, i gamberetti, i ricci di mare, il granchio reale, le lumache di mare e innumerevoli tipi di molluschi, tra cui capesante, cozze e cannolicchi.

### Carne

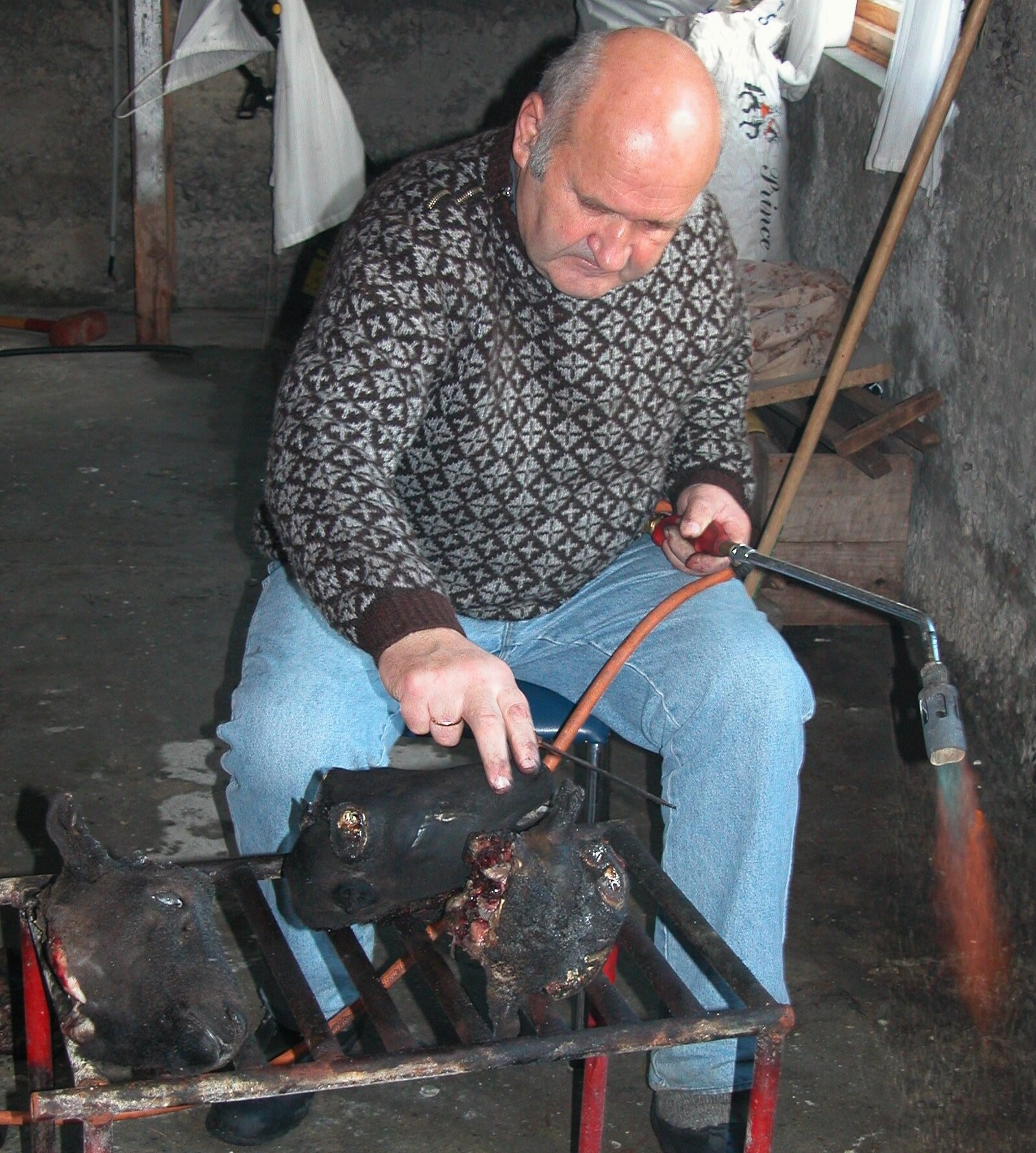
Un uomo intento a preparare il seyðahøvd

#### Pecora
Tradizionalmente, la principale fonte di carne era la pecora, l'animale da fattoria più comune nelle isole Fær Øer. In autunno, le pecore vengono macellate, smembrate e le loro carni vengono appese ad asciugare nell'hjallur. La stagionatura può durare fino a 9 mesi, diventando quindi skerpikjøt.
La specialità faroense più conosciuta è il seyðahøvd (testa di pecora), che si può tranquillamente trovare anche nei freezer dei supermercati. La preparazione comincia bruciando il pelo della testa, la quale viene poi lavata e successivamente tagliata a metà per rimuovere il cervello. Dopo circa mezz'ora di cottura viene consumata fino all'osso.
Ogni parte della pecora viene sfruttata al massimo, la blóðpylsa o blóðmørur (salsiccia di sangue) è comune. La sperðil, è un altro tipo di salsiccia fatta di frattaglie e grasso di pecora ed è un piatto tipico di Natale.
Un'altra prelibatezza è il garnatálg, che deve fermentare solo per tre mesi; consiste in frattaglie cotte avvolte nell'omento di pecora e sigillate accuratamente. Una volta finito, viene tagliato a fette, fuso in una padella e servito come salsa per il pesce essiccato.

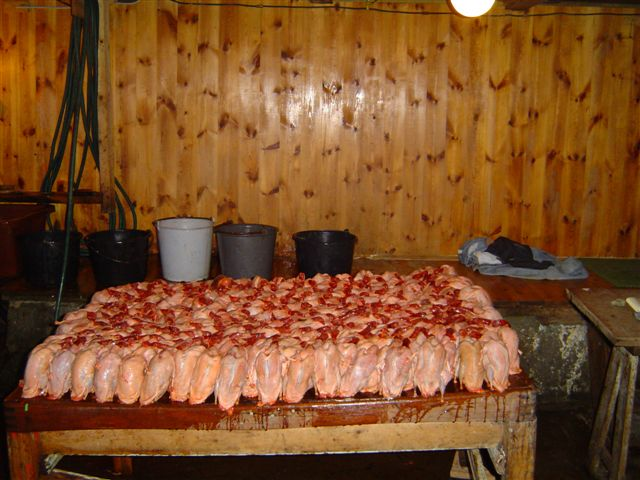
Pulcinella di mare pronti per essere cucinati

#### Uccelli marini
La selvaggina nelle isole Fær Øer è rappresentata principalmente dagli uccelli marini. La caccia tradizionale agli uccelli marini con il fleygastong (un lungo bastone con un cestello) viene praticata anche oggi, seppur in misura minore. Quando i pulcinella di mare lasciano il nido, sono soliti rimanere in mare per alcuni giorni e possono essere catturati direttamente dalle barche in agosto e in settembre.
Nell'arcipelago è nota la ricetta del fyltur lundi, che prevede di farcire i pulcinella di mare con un impasto di margarina, zucchero, uova, farina e uvetta e di bollirli in acqua salata per circa un'ora e mezza. Questi vengono poi serviti con patate bollite e marmellata.
Anche il fulmaro, l'uria e la gazza marina possono essere trovati in alcune ricette della cucina faroense.

### Balena

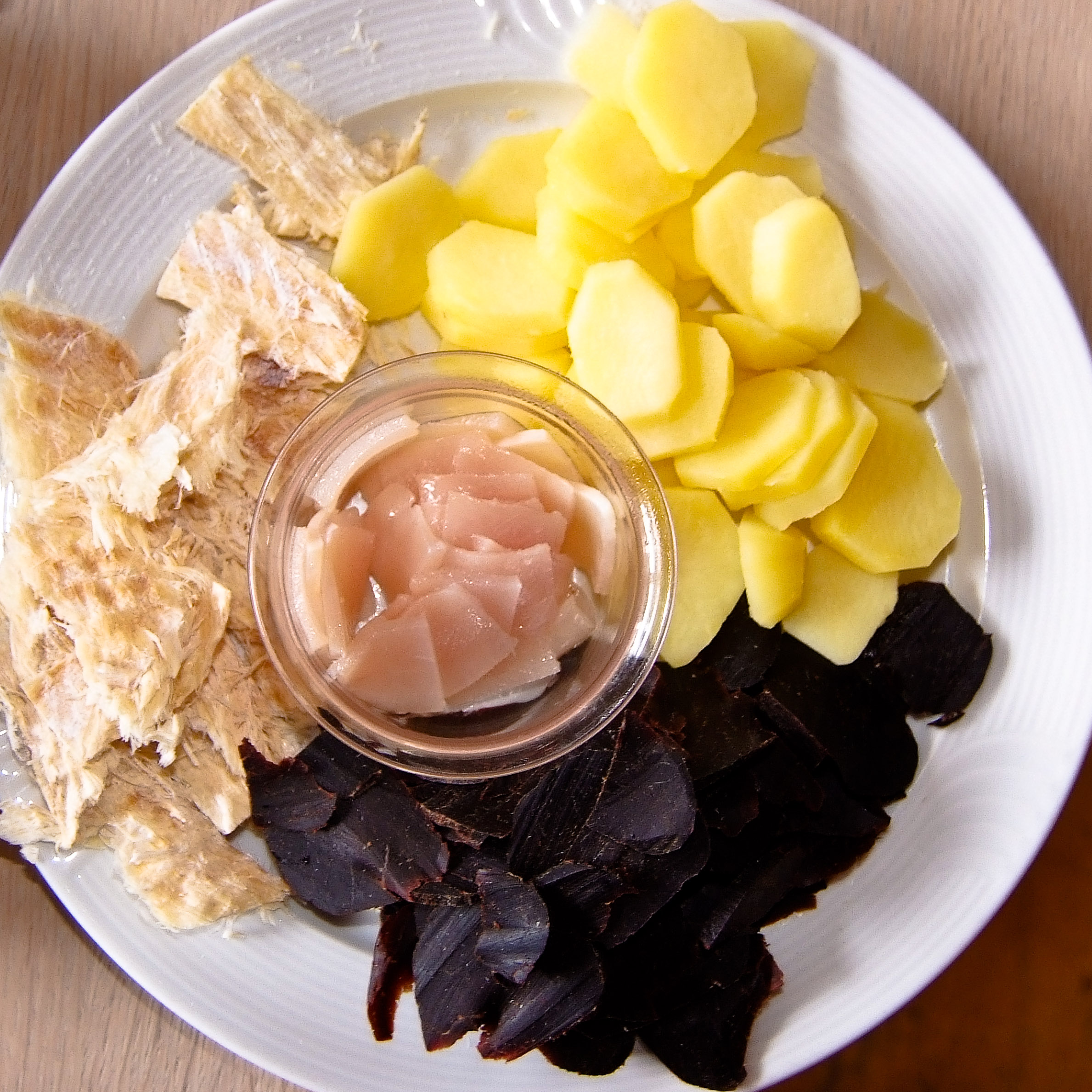
Tvøst og spik con contorno di patate bollite e pesce essiccato

Le balene pilota e, in numero minore, le focene, sono sempre state una fonte di nutrimento importante per il popolo faroense. In passato, dopo periodi di maltempo, spesso la caccia alle balene garantiva cibo sufficiente per tutto l'inverno. Tuttavia, al giorno d'oggi le balene contengono così tanto mercurio che le autorità sanitarie hanno consigliato di non consumarla regolarmente, preferibilmente non più di una volta al mese. Si sconsiglia completamente alle donne incinte di mangiare carne di balena e grasso di balena.
Un'indagine del 2013, in cui sono state intervistate 200 donne sotto i 40 anni, ha rilevato che il 47% di loro non mangiava mai o molto raramente carne e grasso di balena. Solo il 17% ha risposto di consumarla più di una volta al mese, e nessuna ha risposto di mangiarla spesso.
Vi sono diversi modi per preparare la balena, tra cui:
- Tvøst og spik: piatto con carne e grasso di balena. La carne del cetaceo viene lasciata all'aperto ad asciugare e in seguito viene tagliata in lunghe fette e appesa sotto una tettoia per proteggerla dalla pioggia. Il suo grasso è molto nutriente e ricco di vitamine, oltre a essere un prodotto gratuito che raramente viene commercializzato, ma distribuito tra le circa 16 000 famiglie delle isole Fær Øer.[21]
- Saltgrind: carne di balena cotta e salata, spesso servita con patate e senape come contorno.[21]
- Grindabúffur: bistecca di balena, solitamente servita con salsa gravy e patate.[21]

### Verdure

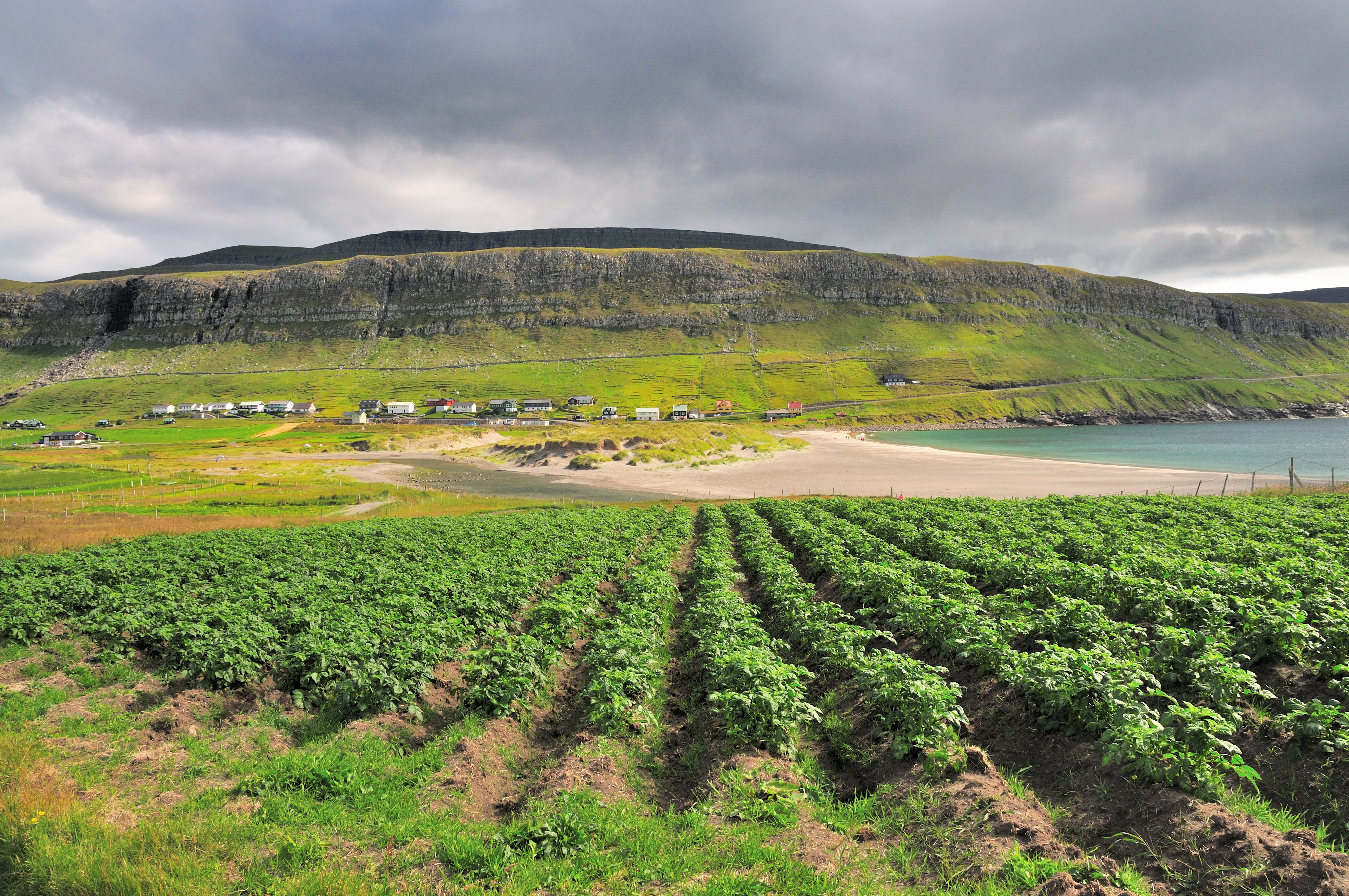
Campo di patate a Sandur, sull'isola di Sandoy

Il dizionario faroense contiene molte voci relative alla patata (epla), tra cui vari piatti che rientrano nel concetto di eplamatur (cibo a base di patate). Qui vengono menzionati eplasúpan (zuppa di patate) ed eplasalat (insalata di patate), oltre all'uso comune delle patate come contorno per carne e pesce. Molte famiglie nei villaggi coltivano questi tuberi nei loro campi, con il raccolto che avviene ad agosto.
Vengono coltivate anche rape, barbabietole, ravanelli, cavolo rapa, carote e topinambur. Le piante ornamentali provengono da erbe aromatiche come l'angelica e l'acetosella, nonché da piante selvatiche come il cardamine e il lichene delle renne.
Il rabarbaro svolge un ruolo importante nella cucina faroense. A differenza del rabarbaro che si trova sul continente, è quasi privo di acido ossalico. Il rabarbugreytur (composta di rabarbaro) è un dessert popolare, e il rabarbusúltutoy (marmellata di rabarbaro) è un alimento comune nella tipica colazione faroense. La zuppa di rabarbaro viene chiamata rabarbusuppa.

### Alcolici

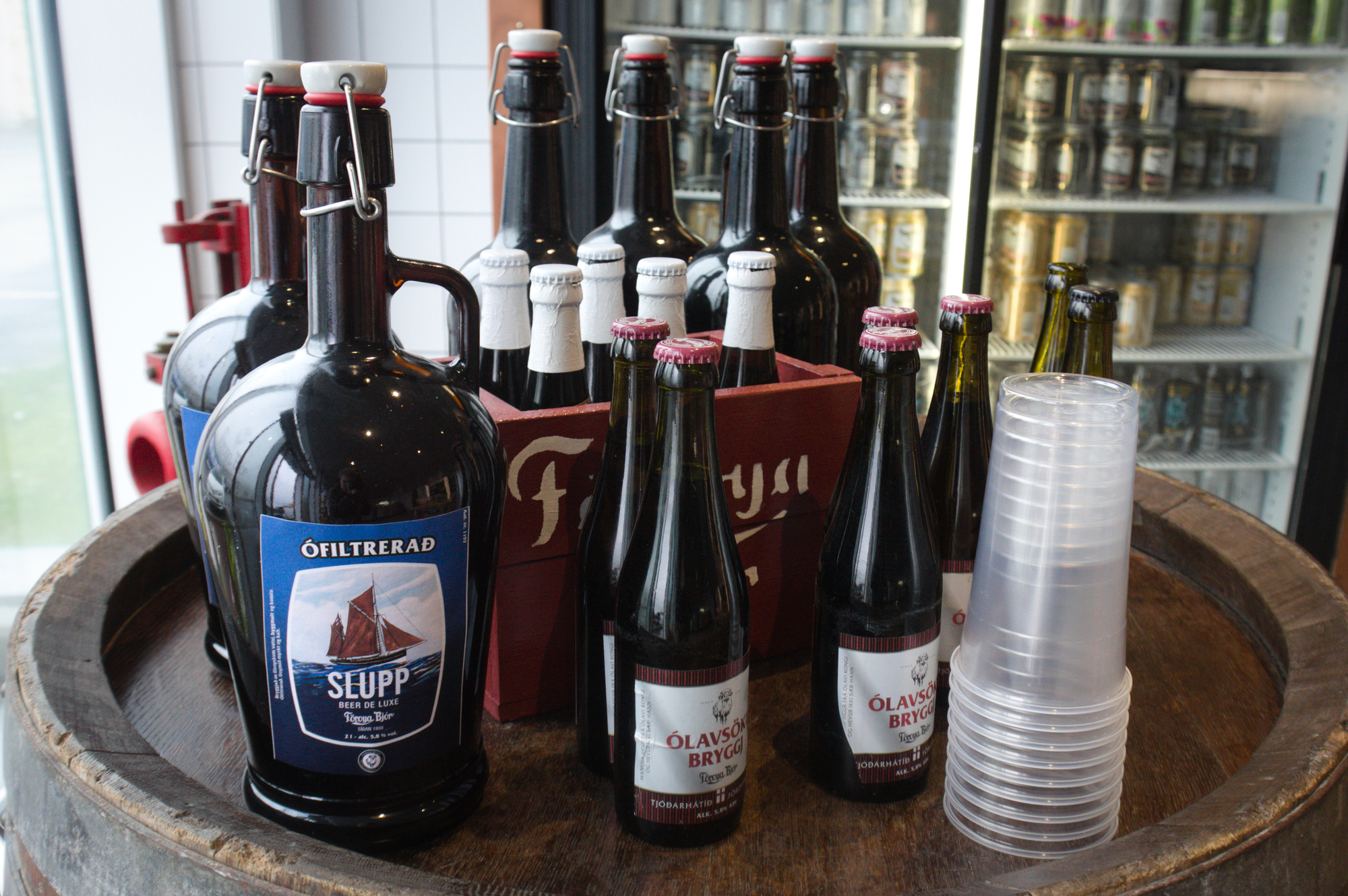
Bottiglie di birra Föroya Bjór

Il birrificio più antico dell'arcipelago è Föroya Bjór, che produce birra dal 1888, con sede a Klaksvík. Per molto tempo questa era l'unica opzione per quanto riguarda la birra faroese. A fare concorrenza nel settore è solo il birrificio Okkara, fondato nel 2010 a Velbastaður.
Fino al 2011, la produzione di superalcolici come lo Snaps non era consentita nelle isole Fær Øer, perciò l'acquavite Aqua Vita, e altri tipi di bevande alcoliche come Eldvatn e Havið, create dalla compagnia faroense DISM, venivano prodotte all'estero. Tuttavia, nel maggio 2011, il governo faroense ha approvato una nuova legge che permetteva ai birrifici e alle distillerie locali di produrre birra forte e distillati.